# Iais pubescens
Iais pubescens és una espècie de crustaci isópode marí de la família Janiridae. Habita les costes de l'hemisferi sud i es pot trobar tant en vida lliure com a comensals en isòpodes més grans.

## Descripció
I. pubescens és una espècie petita amb una longitud mitjana de 2,5 mm. El cos està cobert de pèls fins i curts. Els ulls estan presents però pos desenvolupats, que consisteixen en dos ocels. Els uròpodes són curts i el marge cap endavant del segment del cap és recte.
En general, els individus viuen durant menys de 7 mesos.

## Distribució
L'espècie va ser descrita originalment a Terra del Foc, però s'ha informat d'una àmplia varietat d'ubicacions a l'hemisferi sud, incloses les costes de Sud-àfrica, Antàrtida, Illes Malvines, Tristan da Cunha, Marion i Gough, Nova Zelanda, Tasmània i les illes Kerguelen.

## Ecologia
I. pubescens es pot trobar tant en vida lliure a la zona intermareal i submareal (a profunditats de fins a 5 m), i com a comensal al marsupi d'isòpodes més grans.
Els gèneres d'hostes inclouen Sphaeroma, Exosphaeroma i Dynamenella. A l'hoste Exoshaheroma obtusum, es va trobar que la reproducció de l'hoste no es va veure afectada, encara que transportava fins a 25 Iais alhora.
L'espècie ha desenvolupat un sistema d'aparellament inusual (documentat en individus que viuen com comensals) que implica que els mascles busquen activament femelles verges recentment nascudes i que, durant diversos dies, les mantenen dins dels seus propis marsupis, fertilitzant-les i alliberant-les poc després de la seva primera muda. Aquest patró pot haver evolucionat en resposta a les baixes probabilitats de trobada entre sexes quan es transmeten als seus hostes altament mòbils.